# Рошиньо
Рошиньо (итал. Roscigno) — коммуна в Италии, располагается в регионе Кампания, в провинции Салерно.
Население составляет 993 человека (2008 г.), плотность населения составляет 71 чел./км². Занимает площадь 14 км². Почтовый индекс — 84020. Телефонный код — 0828.
Покровителем населённого пункта считается святой Сан-Рокко.

## Демография
Динамика населения:

## Администрация коммуны
- Официальный сайт: http://www.comune.roscigno.sa.it